# فرانكلين ماتياس
فرانكلين ماتياس (بالإنجليزية: Franklin Matthias)‏ هو مهندس أمريكي، ولد في 13 مارس 1908 في Glidden, Wisconsin ‏ في الولايات المتحدة، وتوفي في 3 ديسمبر 1993 في والنوت كريك في الولايات المتحدة.